# Hilmi Mihci
Hilmi Mihci (Baarn, 8 juli 1976) is een voormalig voetballer uit Nederland. Mihci begon zijn profloopbaan bij FC Den Bosch en speelde later onder meer voor Helmond Sport. Zijn positie in het veld is aanvaller.